# Sin-le-Noble

Sin-le-Noble este o comună în departamentul Nord, Franța. În 1 ianuarie 2022 avea o populație de 15.916 de locuitori.